# Laporte, Pennsylvania
Laporte är administrativ huvudort i Sullivan County i delstaten Pennsylvania. Enligt 2010 års folkräkning hade Laporte 316 invånare.